# Història del motociclisme a Catalunya

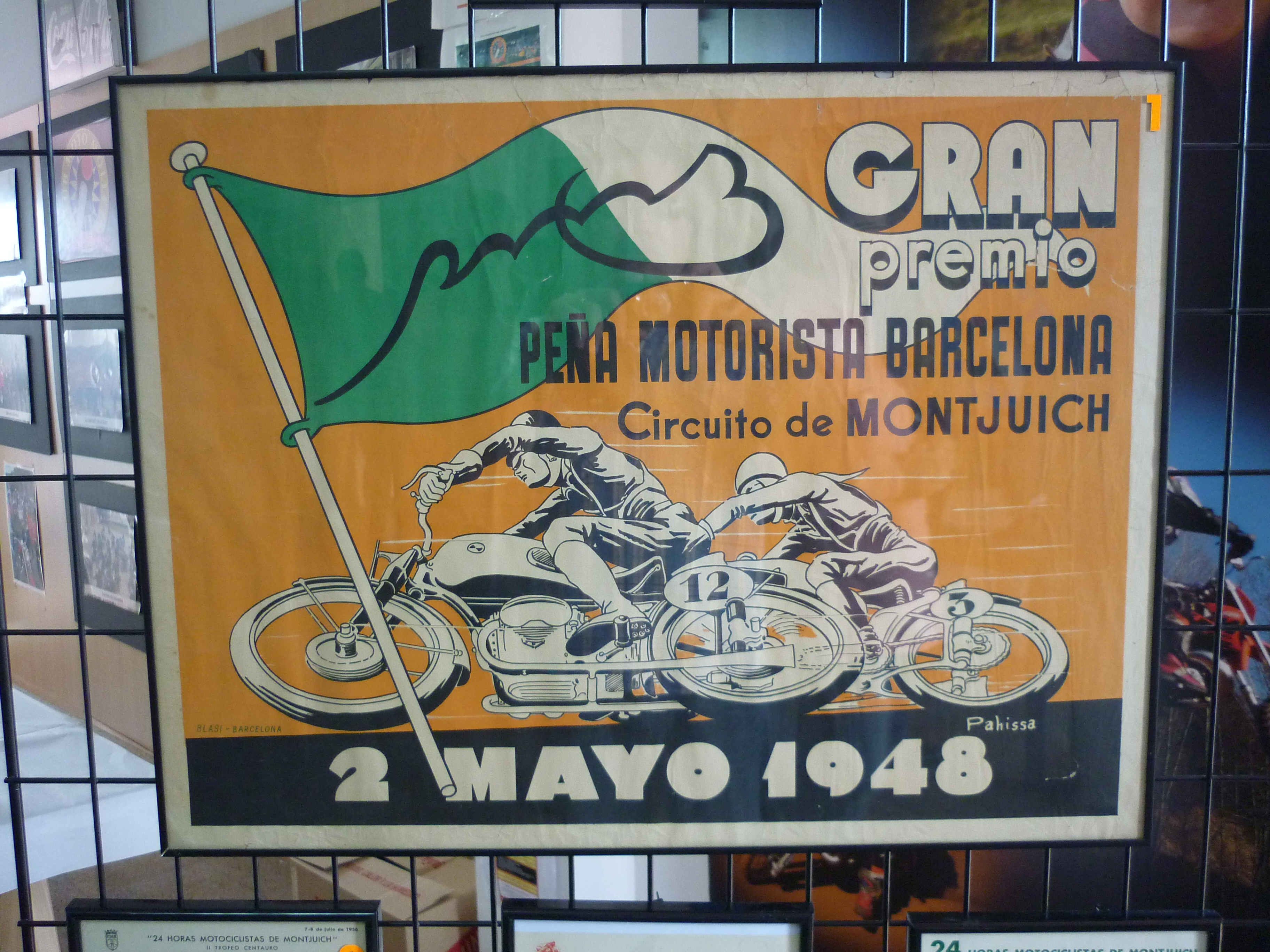
Cartell del GP de Barcelona de 1948, celebrat al Circuit de Montjuïc

La història del motociclisme a Catalunya és el conjunt de fets relacionats amb la pràctica esportiva del motociclisme en aquest país al llarg de l'època històrica en què hi ha estat present, des de finals del segle xix fins a l'època actual.
El motociclisme compta amb gran tradició a Catalunya, on ja el 1916 nasqué el primer club dedicat a fomentar aquest esport, el Reial Moto Club de Catalunya. Des d'aleshores i fins a l'actualitat, el Principat ha destacat especialment tant per la qualitat dels seus motociclistes com per la de les motocicletes i la dels esdeveniments esportius que s'hi han vingut celebrant.

## Època inicial (de 1885 als anys 20)

### Els antecedents més remots

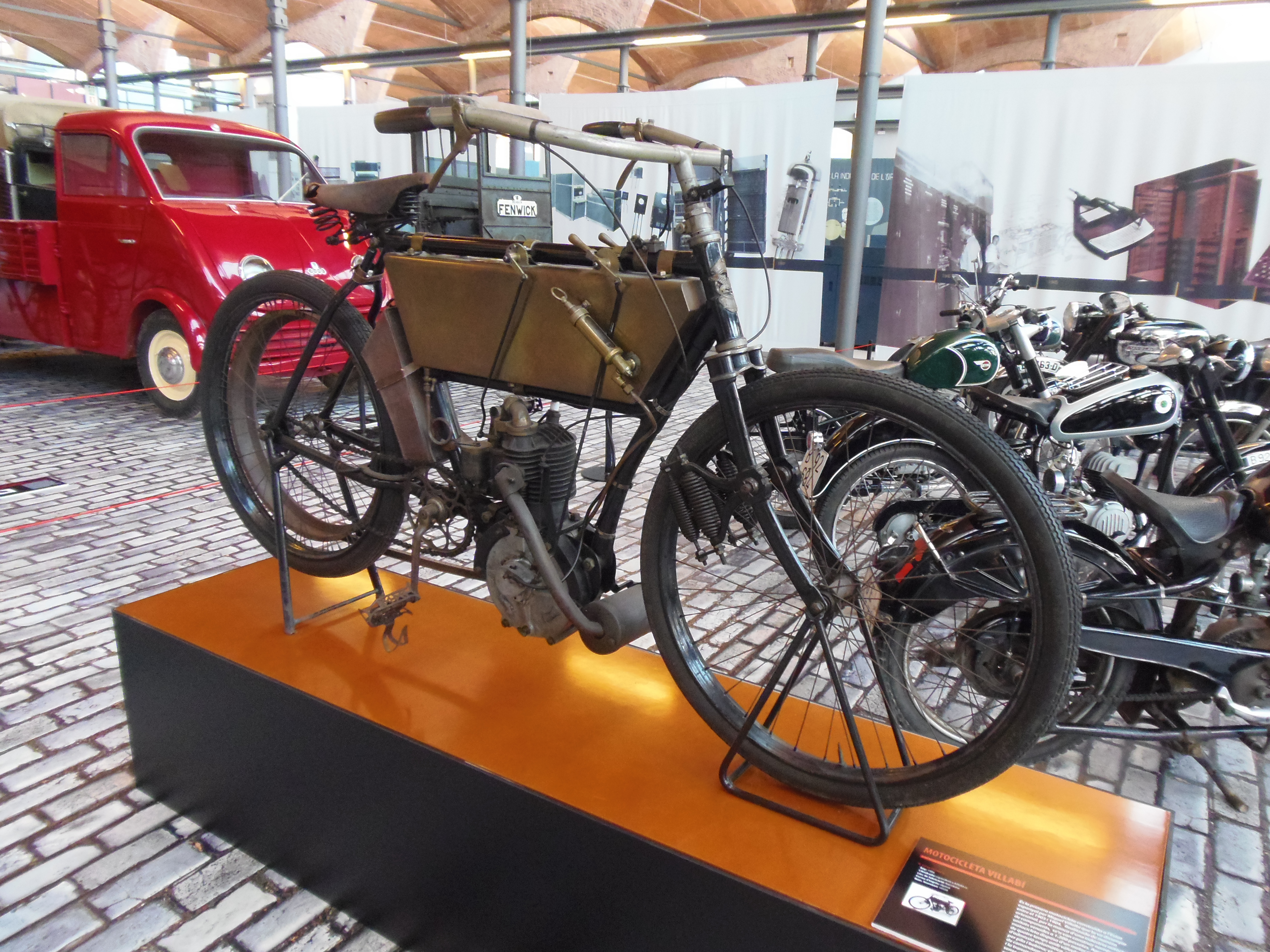
Villalbí 430cc de 1904, la primera motocicleta catalana

El 1885, l'alemany Gottlieb Daimler construí el Reitwagen, invent que ha estat considerat la primera motocicleta de la història. El nou concepte de vehicle va anar prosperant i el 1894 ja es fabricaven en sèrie motocicletes a Múnic. Caldria esperar fins al 1903 per a l'aparició de la primera motocicleta catalana: fou la Villalbí, fabricada artesanalment a Barcelona pel mecànic Miquel Villalbí.
L'interès per les motos, però, existia a Catalunya des de feia temps. El 1891, uns apassionats de l'esport (Lluís F. Baixeras, Claudi de Rialp, Ballester, Montijo i Escuder) havien fundat a Barcelona la Sociedad de Velocipedistas, una entitat fundada per a promoure el ciclisme que ja el 1892 començà a interessar-se per les motocicletes. De fet, en els seus inicis l'esport del motociclisme anava íntimament lligat al del ciclisme (anuncis de l'època parlen de bicicletes amb motor en comptes de motocicletes).
El desenvolupament del motociclisme com a esport va anar molt lligat a l'evolució de la indústria del motor i de l'automobilisme al tombant de segle. La primera cursa de motocicletes de què es té constància se celebrà el 20 de setembre de 1896 a França: hi participaren vuit pilots en un recorregut d'anada i tornada entre París i Mantes.

### Les primeres curses
Tant el motociclisme com l'automobilisme varen penetrar a la península Ibèrica per Catalunya. La primera cursa de motocicletes, automòbils i bicicletes de la península es va celebrar a Barcelona el 10 de desembre de 1899, organitzada pel diari Los Deportes. La cursa recorria un circuit de 4 km entre el Passeig de Sant Joan (amb sortida a la cantonada amb el carrer Rosselló), el carrer Indústria i la plaça de Tetuan. El 13 d'abril de 1904 se'n torna a fer una dins el parc de la Ciutadella i el 1906 es disputa també a Barcelona la primera cursa important de motocicletes a l'estat espanyol, la Copa Sportmen's Club, organitzada pel Club Fotográfico Deportivo i la Unión Velocipédica Española (dues entitats sorgides de la primitiva Sociedad de Velocipedistas). El guanyador en fou Lluís Vidal amb una Wanderer.
El 15 de març de 1906 es disputa la primera cursa internacional de l'estat, la Copa Samà, al circuit Tarragona-Lleida-Tarragona, cursa que es torna a convocar el 27 d'abril de 1907.

### Naixement del Moto Club (RMCC)
Amb els anys, de la primitiva Sociedad de Velocipedistas de 1891 n'anaren sortint diverses escissions: Unión Velocipédica Española i Club Fotográfico Deportivo (1902) i Club Deportivo (1907). Aquesta darrera entitat organitza nombroses competicions, entre elles el primer Campionat Espanyol de Motocicletes al circuit Sitges-Castelldefels el 19 de desembre de 1909, la I Volta Ciclista a Catalunya el 1911, la primera cursa de motocicletes lleugeres i el primer quilòmetre llançat de l'estat.

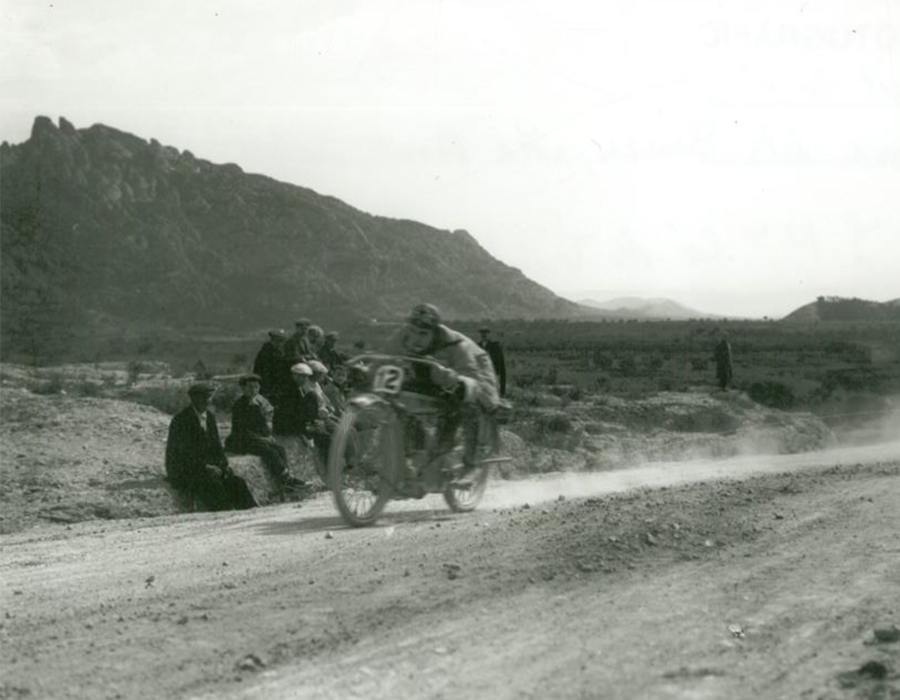
Pilot i públic durant la Pujada als Brucs de 1913

El febrer de 1913, una nova escissió al si del Club Deportivo provoca el naixement de l'Amateur Moto Club Barcelona. La competència entre els dos clubs fa aparèixer nombroses curses importants, com ara la Pujada als Brucs (celebrada el 9 de març amb gran èxit) i, poc després, una cursa al circuit del Baix Penedès. El 25 de maig de 1913, ambdues entitats es fusionen dins el Moto Club Deportivo Barcelona (MCDB), club que aquell novembre crea la I Prova de Regularitat i Turisme per a motocicletes amb sidecar o sense, tricicles i autocicles. El MCDB col·labora regularment amb el Reial Automòbil Club de Catalunya (RACC), començant amb la Copa Tibidabo el 24 de maig de 1914 (la primera pujada al Tibidabo que es va fer, per l'Avinguda del Tibidabo).
El gener de 1916 es convoca la I Volta Motociclista a Catalunya i, a l'abril, el MCDB es transforma en "Reial Moto Club de Catalunya" (RMCC). Es tracta del primer club nat amb l'objectiu de fomentar el motociclisme. Durant la seva etapa inicial, el RMCC fou un dels pilars dels esports del motociclisme i de l'automobilisme i organitzà nombroses proves de renom, com ara la Prova per Equips, la Cursa d'Autocicles Barcelona-Madrid-Barcelona (juny de 1916), la Pujada a l'Ordal, la Pujada a La Conreria (24 de març de 1917) o l'anomenat "Campionat Espanyol de motocicletes", un dels més antics d'Europa, disputat a Cardedeu el 1919.
Un dels principals impulsors del club en aquells anys fou Josep Maria Armangué, esportista polifacètic i pioner dels esports de motor a Catalunya. Mort prematurament el 1917 en un accident aeri al Prat de Llobregat, el seu germà Frederic (Frick) continuà la tasca de foment d'aquests esports com a membre actiu del RMCC, del RACC i de la Penya Rhin. Aquesta darrera entitat organitzà, a partir de 1922, una cursa emblemàtica del motociclisme català: la Pujada a la Rabassada.

### La federació estatal (RFME)
El 1923 s'escaigué una altra fita dins la història del motociclisme català, quan el RMCC i el Real Moto Club de España (RMCE) s'associaren per a fundar la federació estatal d'aquest esport, la Reial Federació Motociclista Espanyola (Real Federación Motociclista Española, RFME). Fins al moment, a la península hi havia molt pocs clubs motociclistes i el que els representava a tots oficiosament dins la Federació Internacional (FICM) era el RMCC, en ser el més important (delegant de vegades en el Real Automóvil Club de España, RACE). El 1920, però, s'havia fundat a Madrid el RMCE i aquest es presentà el 1921 al I Congrés de la FICM de Ginebra tot erigint-se en representant dels clubs espanyols. Davant l'anomalia (era inusual que un petit club representés a tots els d'un estat, havent-n'hi un altre més consolidat), la FICM recomanà als clubs espanyols que s'associessin i creessin una Federació estatal. Com que no li varen fer cas, la FICM demanà a Alfons XIII que hi intercedís i, arran d'això, el RMCC i el RMCE es reuniren el 3 de febrer de 1923 a Saragossa i -juntament amb uns altres petits clubs- assentaren les bases d'una associació que, un cop aprovades pel RACE, serviren per a constituir la RFME.

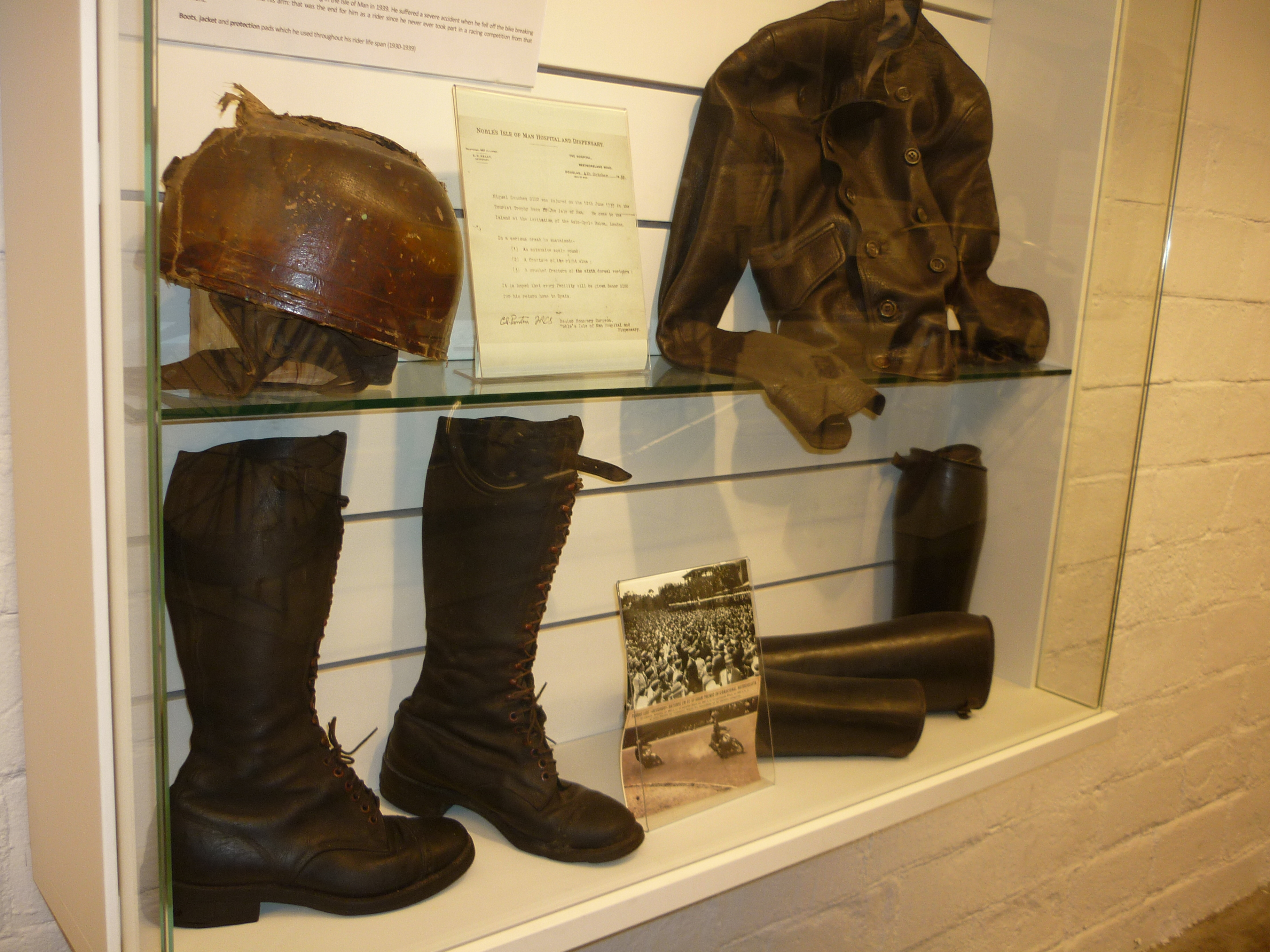
L'equipament que duia Miquel Simó durant la dècada de 1930

La nova federació dividia l'esport del motociclisme a l'estat en tres zones: cornisa Cantàbrica i Navarra (sense responsable en no haver-hi clubs), antiga Corona d'Aragó (responsabilitat del RMCC) i resta d'Espanya (responsabilitat del RMCE). La secretaria general de la RFME s'establí a Barcelona, on romangué fins al 1939 quan, acabada la guerra civil espanyola, el règim franquista la traslladà per decret a Madrid.

### Els primers pilots-fabricants
En l'apartat esportiu, durant la dècada de 1920 es comencen a consolidar les incipients curses motociclistes al país i hi despunten diversos pilots barcelonins que, a més, es dediquen a fabricar motocicletes. És el cas de Salvador Grau Just -qui produí les S.G. entre 1922 i 1931-, de Nilo Massó -fabricant de les Alpha d'ençà de 1923- o de Juli Fusté -fabricant de les Fusté de 1924 a 1931. Però potser el més popular de tots fou Miquel Simó, qui a banda de fabricar entre 1928 i 1931 les Simó fou dels primers catalans a aconseguir victòries internacionals. Un altre destacat pilot d'aquells anys fou el franjolí establert a Barcelona Fernando Aranda.

## Etapa de creixement (anys 30-50)
El 20 d'octubre de 1929, el RMCC organitzà el Gran Premi d'Europa en un circuit improvisat que aprofitava diverses carreteres als voltants de l'Ametlla del Vallès, al Vallès Oriental. Era l'única prova puntuable per al Campionat d'Europa (el qual es decidia a una sola cursa) i va coincidir en el temps amb l'Exposició Internacional de Barcelona.
Coincidint amb la proclamació de la República, el 1931 el Reial Moto Club de Catalunya canvia el seu nom pel de Moto Club de Catalunya (MCC), nom que mantindrà fins al 1939. D'ençà de 1932, l'entitat organitza les primeres curses automobilístiques al circuit de Montjuïc i, un any després, comença amb les de motocicletes: s'inicia així el popular Gran Premi Internacional de Barcelona el qual, d'ençà de 1950, esdevé Gran Premi d'Espanya. També el 1932, uns quants pilots de prestigi (entre els quals Joaquim Vidal, Fernando Aranda i Joan Gili) funden l'Associació de Corredors Motociclistes de Catalunya (ACMC), una entitat que organitza els Campionats Motociclistes de Catalunya en Carretera, al circuit de Montjuïc, fins al 1934.
Tota la puixant activitat esportiva de l'època es veié truncada lògicament per l'esclat de la guerra civil espanyola, i un cop acabada aquesta costà uns quants anys de reprendre atesa la situació d'autarquia i precarietat en tots els àmbits de la societat.

### El motociclisme en la postguerra
La moto, en ser menys costosa, tingué més presència a la postguerra que no pas l'automòbil. Durant les dècades de 1940 i 1950 nasqueren moltes marques catalanes: Montesa, Rieju, Sanglas, Moto Guzzi Hispania, Ossa, Derbi, Aleu, Mymsa i Bultaco entre d'altres. En l'aspecte esportiu, el 1944 es constitueix a Barcelona la Federació Catalana de Motociclisme. Durant aquells anys neixen nombrosos clubs motociclistes de renom, molts dels quals han arribat als nostres dies: el 1947 es funden la Penya Motorista Barcelona (PMB) i la Penya Motorista 10 x Hora i el 1949, el Motor Club Terrassa.
D'altra banda, el RMCC (de nou amb aquest nom) protagonitzà la represa de l'activitat motociclista d'ençà de 1946, un cop suavitzades les restriccions de combustible. Durant els anys 40, organitzà sis grans premis internacionals a Barcelona amb la participació de grans pilots de tot el món. A partir de la dècada de 1950, després d'haver estat puntal del motociclisme i de l'automobilisme durant dècades, l'entitat passa a organitzar únicament curses de motos i abandona per sempre les de cotxes. El 1955, la Penya Motorista Barcelona organitzà per primer cop les 24 Hores de Montjuïc. Aquesta competició es disputarà al Circuit de Montjuïc fins al 1986 (a partir del 1995 es disputarà al Circuit de Catalunya, amb el nom de 24 hores Motociclistes de Catalunya).
El 1949 es produí la primera victòria d'una màquina catalana en un Gran Premi. L'obtingué Joan Soler Bultó sobre una Montesa de 125cc. Un any abans, Montesa havia estat la primera marca catalana a participar en curses internacionals, tot presentant un equip de fàbrica a la cursa de 125cc del Dutch TT d'Assen. Josep Maria Llobet Turuta hi acabà en cinquena posició. A mitjan anys 50 començaren ja a produir-se èxits internacionals, destacant el resultat aconseguit per l'equip oficial Montesa al Tourist Trophy de l'Illa de Man de 1956. Aquell any, pilotant sengles Montesa Sprint de 125cc, Marcel Cama, el valencià Paco González i Enric Sirera hi acabaren en segon, tercer i quart lloc respectivament. El 1959, Ricard Fargas es convertí en el primer català que triomfà en un Gran Premi internacional, concretament el Gran Premi d'Espanya, a Montjuïc, en la categoria dels 125cc, amb una Ducati.

## Etapa de consolidació (anys 60-80)

### L'eclosió dels 60
A partir de la dècada de 1960, en el món del motociclisme destacà el treball realitzat per Derbi, que creà un fort equip de competició al servei d'Ángel Nieto (nat a Zamora, però fet com a motorista a Martorelles i a Montjuïc) i de retruc, per a algun segon corredor, i el de Bultaco, amb les seves famoses TSS. Cal destacar que entre 1968 i 1970, OSSA dominà el mundial de 250cc amb la seva revolucionària Monocasc, fins que abandonà la velocitat quan el seu pilot Santiago Herrero es morí tràgicament en un accident al Tourist Trophy. Durant aquesta època, la manca de circuits permanents fa que es corri en condicions molt precàries en circuits urbans, amb manca absoluta de seguretat, la qual cosa origina sovint accidents i tragèdies. Una de les morts més colpidores és la de Ramon Torras, pilot amb un brillant futur internacional que es mor a 21 anys en una cursa sense importància a Coma-ruga, el 1965.

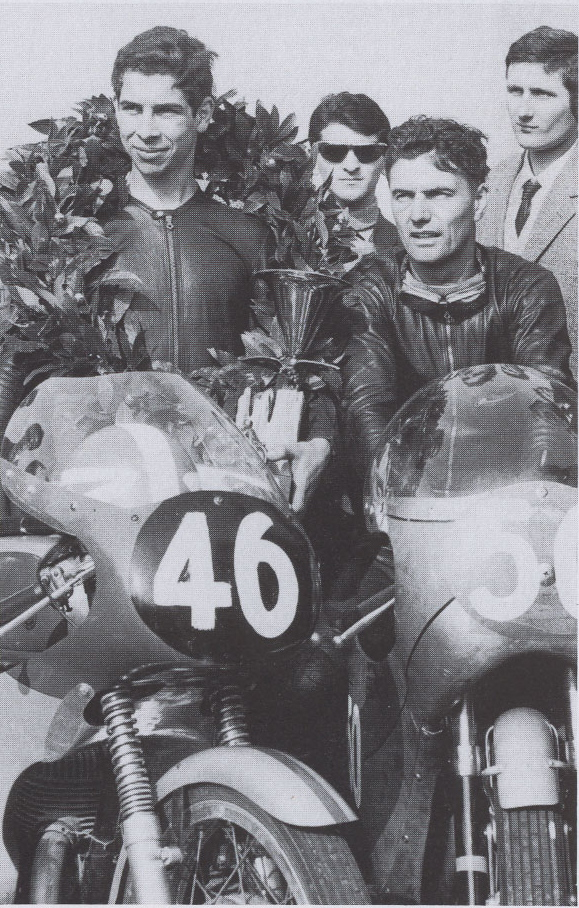
Ramon Torras (esquerra) amb la TSS a Mòdena el 1963, vencedor per davant de Jim Redman durant la Temporada Romagnola

Durant aquells anys destacà la tasca duta a terme per la Penya Motorista 10 x hora, el Reial Moto Club de Catalunya i la Penya Motorista Barcelona. El Gran Premi d'Espanya de motociclisme, sempre lligat al circuit de Montjuïc, serví perquè els pilots i màquines catalans competissin amb els millors de l'estranger. Amb la desaparició d'aquesta prova el 1976, motivat per la progressiva pèrdua de seguretat del famós circuit barceloní, el principal esdeveniment que s'hi disputà fou el de les 24 hores de Montjuïc, que serví per mantenir la gran tradició motociclista al país. D'entre els pilots més coneguts a l'època, a banda dels ja esmentats Nieto, Herrero i Torras cal parlar de Salvador Cañellas (primer català a guanyar un Gran Premi del mundial, el 1968) i Josep Maria Busquets. Durant la dècada de 1970 se'ls unirien Víctor Palomo, campió d'Europa de Fórmula 750 el 1976 (abans, el 1969, ja havia estat campió del món d'esquí aquàtic) i Benjamí Grau.

### El fora d'asfalt
Una altra especialitat en puixança durant aquests anys és el motocròs. Entre finals de la dècada de 1950 i començament de la de 1960 se n'inauguren circuits a Esplugues de Llobregat (Ciutat Diagonal), Santa Coloma de Gramenet (Santa Rosa) i la Noguera (El Cluet); els dos darrers moltes vegades puntuables pels campionats del món de 250 i 125cc. Montesa i Bultaco són les principals marques catalanes que fabriquen models per l'especialitat. El Gran Premi de Barcelona de motocròs també fou puntuable pel mundial de l'especialitat. El primer gran pilot de motocròs fou Pere Pi (més tard, un dels impulsors del trial a Catalunya). Més endavant vindrien pilots també molt populars, com ara Fernando Muñoz o els germans Toni i Jordi Elías.

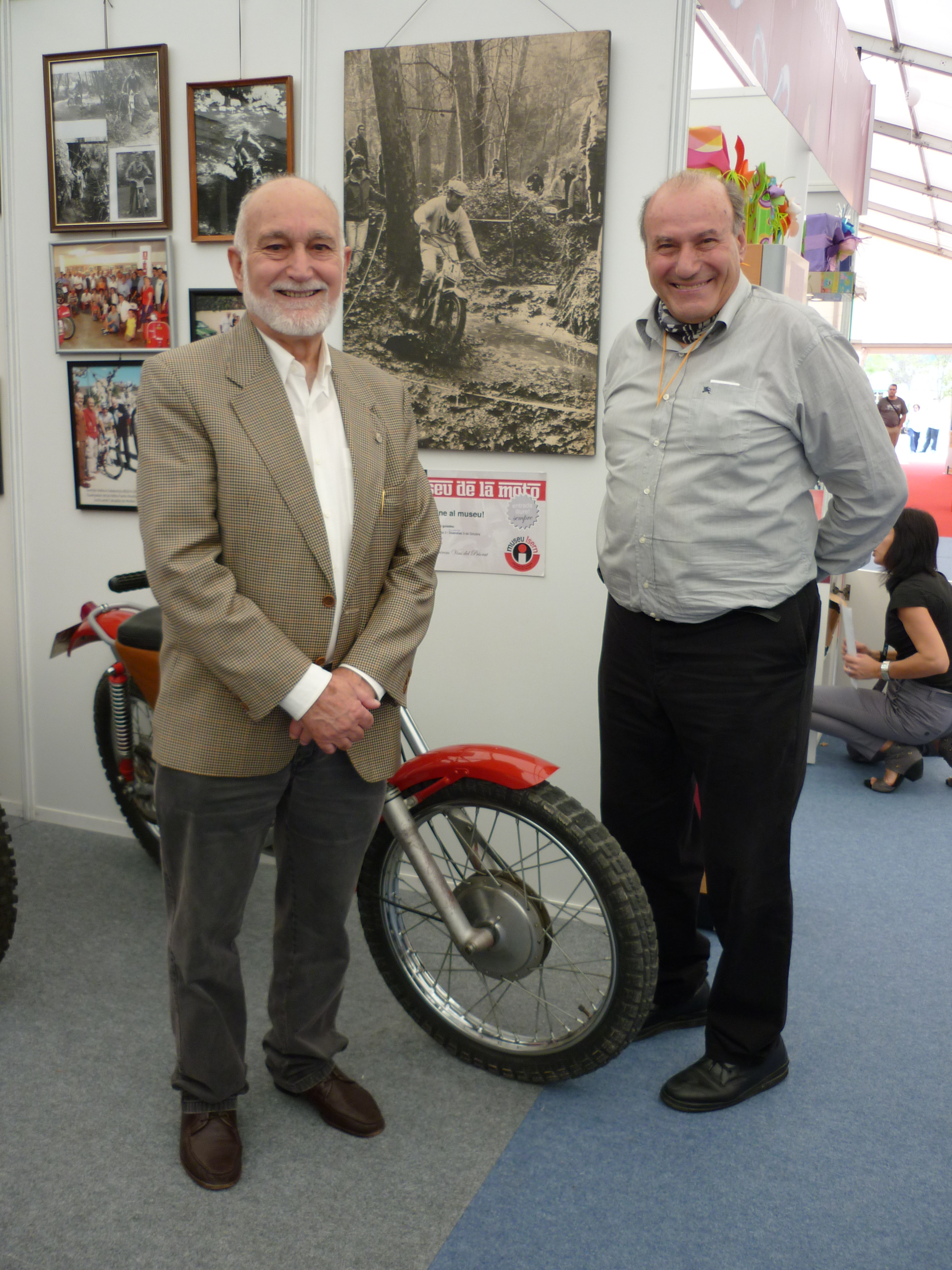
Pere Pi i Josep Isern el 2010 amb la Montesa Trial 250 de 1968

A mitjans dels 60 es produeix l'entrada en bloc de la indústria catalana en la disciplina del trial, iniciada per Bultaco amb el fitxatge de Sammy Miller i el llançament de la Sherpa T i seguit poc després per Montesa amb la Cota 247 (desenvolupada per Pere Pi i Don Smith) i per OSSA amb la MAR, motocicleta desenvolupada conjuntament amb Mick Andrews. En qüestió de pocs anys, tota la indústria anglesa, dominadora del sector fins aleshores, abandona el trial i el mercat i els èxits esportius d'aquesta disciplina se'l reparteixen les tres marques catalanes, amb alguna tímida incursió sense èxit per part dels japonesos. Al mateix temps, tant Bultaco com Montesa esdevenen marques de prestigi també en el motocròs, amb els seus models Pursang i Cappra respectivament, que són pilotats pels millors especialistes internacionals. OSSA ho intenta amb la Phantom, però no arriba al nivell dels altres dos fabricants.
Tots aquest èxits esportius fan que els 60 i els 70 representin l'esclat del fora d'asfalt a Catalunya i, a banda del motocròs i el trial, també l'enduro (anomenat aleshores Tot Terreny) viu els seus millors moments, amb marques capdavanteres i pilots de relleu internacional, com ara Narcís Casas i, més tard, Carles Mas. També se celebren a Catalunya proves d'alt nivell internacional, com ara els Dos Dies del Segre o els Dos Dies de l'Espluga de Francolí. Hi ha tanta afició pel Tot Terreny que Catalunya és la pionera en la creació d'una nova modalitat d'aquest esport, la Resistència TT, empeltant-hi l'esperit de les 24 Hores de Montjuïc, però en circuits de terra. Durant anys, se'n celebren curses emblemàtiques com ara les 24 Hores de Moià, les 150 Milles TT de Mollet o les 3 Hores Tot-Terreny de Premià.
Durant aquesta època, l'impacte social i la popularitat del fora d'asfalt és tan gran, que s'organitzen fins i tot cursets infantils d'aquestes modalitats. A Mollet del Vallès, per exemple, el comerciant i promotor esportiu Josep Isern n'organitza de nombrosos encaminats a donar a conèixer el trial o el motocròs als més menuts. Pels circuits infantils muntats expressament a Mollet, Montornès del Vallès i pobles propers, hi passen centenars de nens que, en alguns casos, acabaran essent pilots de renom (fins i tot en altres modalitats, com ara per exemple el nebot d'Isern, Ot Pi, campió de biketrial que començà a competir a 6 anys en un curset de motocròs organitzat pel seu oncle).

### Del trial al G.P. de Catalunya
Com que el motociclisme de carretera passava per hores baixes, els motociclisme català es decantava cada cop més cap al fora d'asfalt. Als ja esmentats Grans Premis de motocròs (havent canviat d'emplaçament el de Barcelona, que ara es disputava al Circuit del Vallès), cal afegir-hi proves de trial de gran prestigi internacional, com ara el Trial de Sant Llorenç, els Tres Dies de Santigosa o els Tres Dies dels Cingles. A finals de la dècada de 1970 s'introdueix a Catalunya una nova modalitat de trial inèdita arreu del món, el trial indoor, amb la prova degana d'aquesta especialitat: el Trial Indoor Solo Moto. A mitjan anys 80 comença el domini dels pilots catalans en aquest esport, destacant-hi inicialment Jordi Tarrés, qui acabaria acumulant set campionats mundials de la disciplina (un d'ells, el de 1993, fou el primer mai guanyat per un pilot amb una moto feta al seu país, en aquest cas la Gas Gas). També durant aquella època, diversos pilots catalans començaren a destacar internacionalment en la modalitat de l'enduro, especialment d'ençà dels Sis Dies Internacionals de 1985, celebrats a Alp (Baixa Cerdanya). Aquella fou la primera vegada -i única fins a l'actualitat- que els ISDE s'organitzaren a Catalunya.

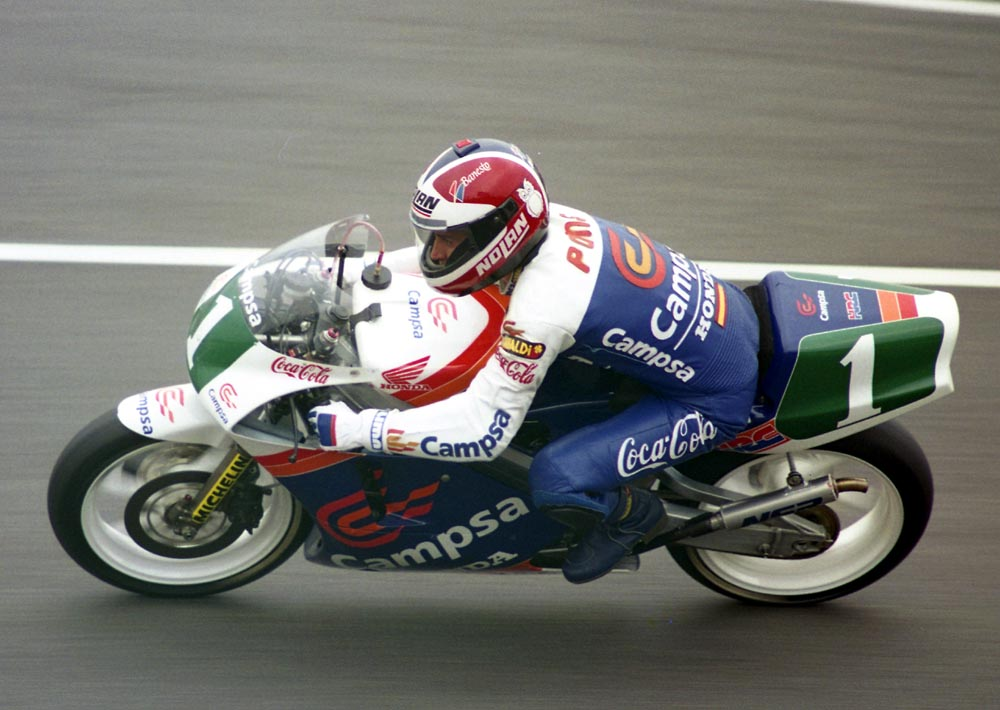
Sito Pons amb l'Honda el 1989

Paral·lelament, els pilots catalans i valencians de velocitat comencen a destacar amb l'assoliment de diversos campionats mundials. El primer és Ricardo Tormo, campió del món de 50cc el 1978, i ben aviat el segueixen Aspar, Champi Herreros, Julián Miralles i Àlex Crivillé, tots ells amb muntures catalanes (Bultaco, Derbi i JJ Cobas). Tot i que inicialment els èxits es limiten a cilindrades petites (50, 80 i 125cc), a finals dels 80 s'enceta l'era de domini de cilindrades mitjanes, amb els èxits aconseguits per Sito Pons (dues vegades campió del món de 250cc), Carles Cardús i Joan Garriga, entre d'altres. Val a dir que molts d'ells debutaren al mundial amb motos catalanes, com ara les Kobas o Siroko d'Antonio Cobas.

### El Circuit de Catalunya
Al començament de la dècada de 1980, les 24 Hores de Montjuïc pateixen els efectes del boicot al circuit de Montjuïc per part de pilots internacionals, de manera que acaben perdent prestigi. Tot i així, se segueixen organitzant fins al 1986. Simultàniament, el RACC, conscient que Catalunya necessita un circuit apte per a curses de Fórmula 1 i de motociclisme, adquireix uns terrenys prop de Caldes de Malavella per a construir-n'hi un. Amb aquesta finalitat arribà a apujar les quotes als seus més de 90.000 socis, però finalment la iniciativa no es concretà. Una altra iniciativa abandonada pretenia ampliar el circuit de Montjuïc, afegint-hi fins i tot la plaça d'Espanya. Finalment, la Generalitat de Catalunya s'hi involucrà i començà a projectar un circuit al Vallès Oriental.
Cap a 1985, es localitzaren uns terrenys en venda a Montmeló que reunien totes les característiques desitjades. L'octubre de 1986, la Generalitat impulsà el projecte i propicià que el juliol de 1987 s'aprovessin les reformes urbanístiques adients a Montmeló i a Granollers per a permetre-hi la construcció d'aquesta gran infraestructura. El 24 de desembre d'aquell mateix any, el RACC adquirí la finca, valorada en més de 500 milions de pessetes d'aleshores (uns 3.000.000 d'euros actuals) i, després de diversos tràmits administratius, el 24 de febrer de 1989 es constituí el Consorci entre la Generalitat de Catalunya, el RACC i l'Ajuntament de Montmeló. Tot seguit, el president de la Generalitat Jordi Pujol, acompanyat de diversos dirigents esportius, presidí la col·locació de la primera pedra de l'equipament. Un cop enllestida l'obra, per a la qual calgué moure 1.000.000 de m³ de terra, el nou Circuit de Catalunya s'inaugurà oficialment el 10 de setembre de 1991.

## Etapa de plenitud (dels anys 90 alseglexxi)

### Del Dakar al mundial de Crivillé

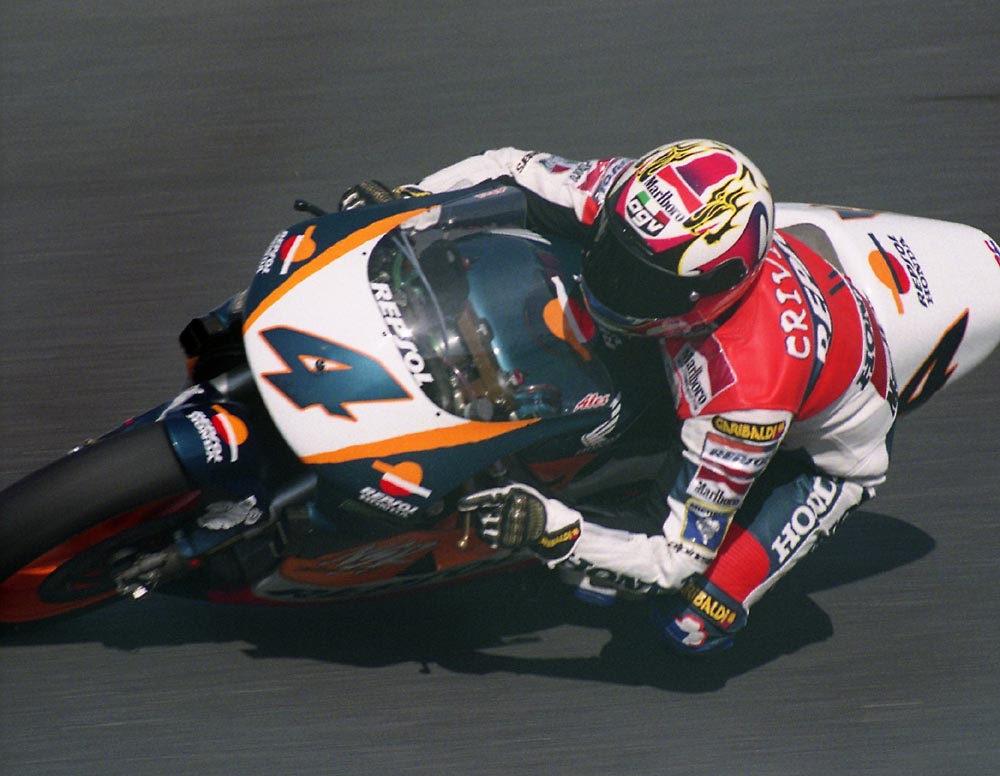
Àlex Crivillé amb l'Honda el 1996

Un cop inaugurat el circuit de Catalunya, aviat comença a acollir Grans Premis de motociclisme. El 1992 s'hi organitza el Gran Premi d'Europa, denominació que es manté fins al 1995 i que, d'ençà de 1996 es canvia ja per l'actual de Gran Premi de Catalunya. Justament durant el darrer Gran Premi d'Europa, el 1995, al circuit de Catalunya s'hi produí un recordat incident extraesportiu quan, en guanyar Àlex Crivillé la cursa de 500cc, hi feu la volta d'honor onejant una Senyera davant un públic enfervorit. Aquest fet va molestar patrocinadors i dirigents espanyols, fins al punt que mai més cap altre motociclista català no ho ha tornat a fer.
Al mateix temps, els 90 foren uns anys de consolidació dels èxits catalans en tota mena de modalitats: Javier García Vico despunta internacionalment en motocròs, guanyant-ne el Campionat d'Europa el 1996, i Marc Colomer domina l'escena mundial del trial. D'altra banda, Jordi Arcarons, Isidre Esteve i Nani Roma continuen les bones actuacions iniciades uns anys enrere per Carles Mas al Ral·li Dakar (una competició en què ja havia participat cap a 1982 el periodista Joan Porcar, amb una OSSA artesanal).
La dècada de 1990 representa l'assoliment del cim per part dels pilots catalans en el motociclisme de velocitat, ja que Àlex Crivillé aconsegueix el títol mundial de 500cc, per primera vegada per a aquest país, amb una Honda oficial el 1999. Durant aquesta dècada altres catalans destacaren en aquesta cilindrada, la màxima del motociclisme: Carles Checa i Albert Puig entre d'altres.

### Èxits internacionals
A 1 de març de 2015
Si els 90 havien començat a alternar-se èxits internacionals de pilots catalans, a partir del canvi de segle aquests s'han anat succeint de forma continuada. Nani Roma i Marc Coma han dominat el Ral·li Dakar amb contundència. Laia Sanz ha estat la campiona de trial femenina amb més títols de la història, i des del 2010 destaca també al Dakar i al Campionat del Món d'enduro. Un campionat que ha vist també triomfs repetits d'Ivan Cervantes i Oriol Mena. En motocròs, Javier Garcia Vico cuallà unes actuacions memorables que li atorgaren el subcampionat mundial la temporada de 2003.

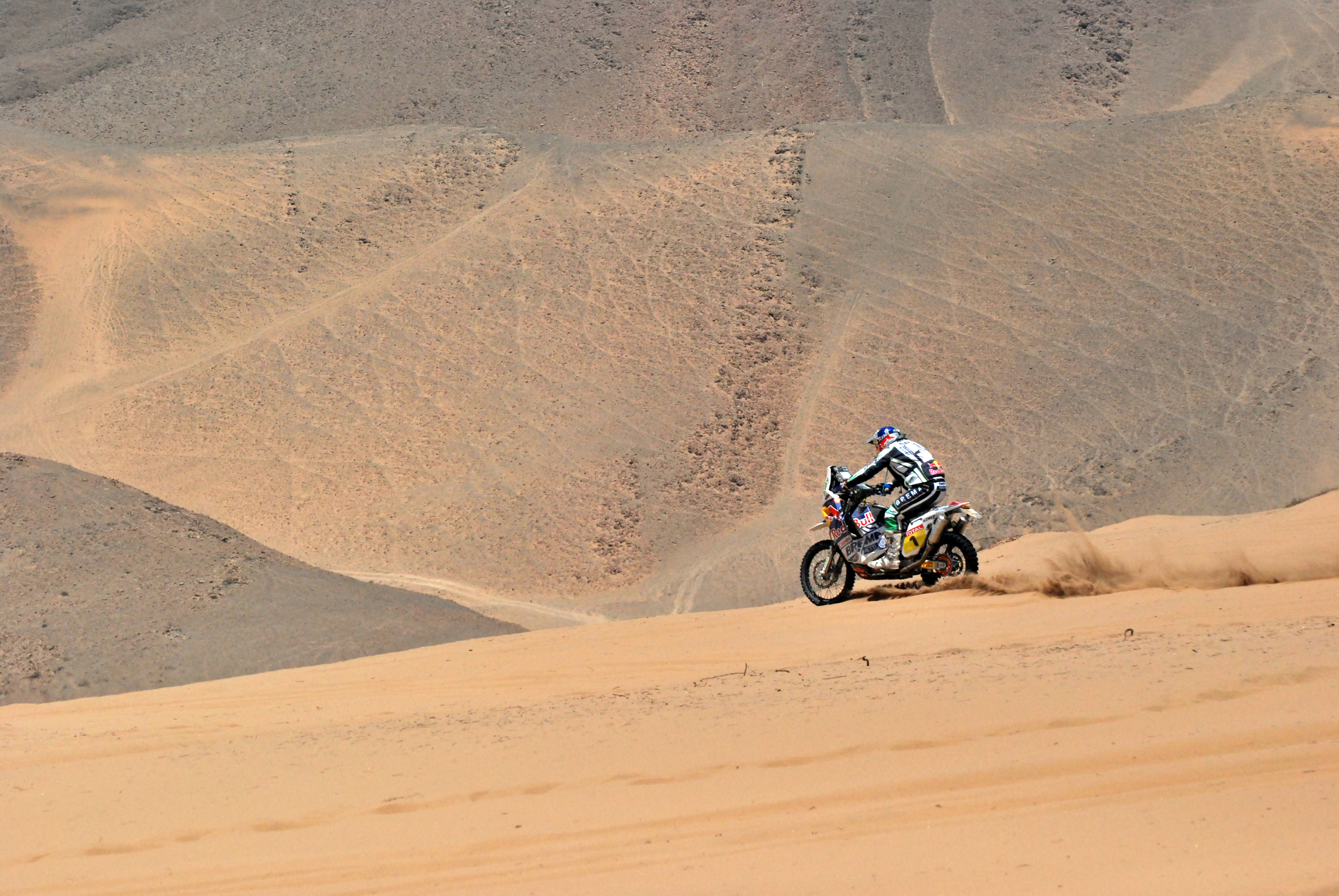
Marc Coma durant el Ral·li Dakar del 2010

D'altra banda, l'any 2000 Catalunya tornà a ser la inventora d'una nova modalitat motociclista, concretament de l'enduro indoor, amb la creació de l'Enduro Indoor de Barcelona per part de la mateixa promotora que ja havia ideat el trial indoor 20 anys enrere.
Pel que fa al trial, els diversos campionats mundials guanyats per Adam Raga han quedat fins i tot eclipsats pels 16 mundials aconseguits en 8 anys per Toni Bou, fet que l'ha situat com al pilot amb més mundials aconseguits de la història (i amb molta carrera encara per endavant). La supremacia catalana en aquesta disciplina ha fet que molts pilots internacionals vinguin a Catalunya a entrenar-se sovint, i fins i tot en algun cas s'hi instal·lin, com és el cas del japonès Takahisa Fujinami, resident amb la seva família a Torroella de Montgrí de fa anys.
Finalment, pel que fa a la velocitat, el segle xxi ha vist l'entronització de pilots com ara Sete Gibernau, Dani Pedrosa, Toni Elías (fill del campió de motocròs) i Carles Checa, molts d'ells amb diversos títols mundials aconseguits. Darrerament, les noves realitats del motociclisme català són Maverick Viñales, Pol Espargaró i el més reeixit de la nova fornada, Marc Márquez, tota una estrella internacional que ha estat marcant rècords de precocitat des d'un bon començament i el 2013 esdevingué el Campió del Món de MotoGP més jove de la història. Un dels màxims responsables d'aquests èxits ha estat el dirigent esportiu Joan Moreta, impulsor i renovador d'aquest esport des de les federacions catalana i espanyola.

## Motociclistes destacats
| Dècada del 1930-40 - Miquel Simó (v) - Ferran Aranda (v) - Alfred Flores (v) Dècada del 1950 - Josep Maria Llobet Turuta (v) - Marcel Cama (v) - Joan Soler Bultó (v) Dècada del 1960 - Ramon Torras (v) - Josep Maria Busquets (v) - Ricard Fargas (v) - Salvador Cañellas (v) - Oriol Puig Bultó (m) - Pere Pi (m, t) Dècada del 1970 - Benjamí Grau (v) - Víctor Palomo (v) - Josep Maria Mallol (v) - Ignasi Bultó (t) - Manuel Soler (t) | Dècada del 1980 - Sito Pons (v) - Joan Garriga (v) - Carles Cardús (v) - Lluís Miquel Reyes (v) - Carles Mas (r) - Toni Elías Sr (m) - Jordi Elías (m) - Antoni Gorgot (t) - Lluís Gallach (t) - Andreu Codina (t) - Gabino Renales (t) Dècada del 1990 - Àlex Crivillé (v) - Albert Puig (v) - Emili Alzamora (v) - Jordi Arcarons (r) - Nani Roma (r) - Joan Pons (t) - Jordi Tarrés (t) - Marc Colomer (t) | Dècada del 2000 - Dani Pedrosa (v) - Carles Checa (v) - David Checa (v) - Sete Gibernau (v) - Toni Elías Jr (v) - Ruben Xaus (v) - Adam Raga (t) - Toni Bou (t) - Albert Cabestany (t) - Laia Sanz (t) - Marc Coma (r) - Isidre Esteve (r) - Ivan Cervantes (r) Dècada del 2010 - Marc Márquez (v) - Maverick Viñales (v) - Pol Espargaró (v) - Aleix Espargaró (v) - Àlex Márquez (v) - Tito Rabat (v) |

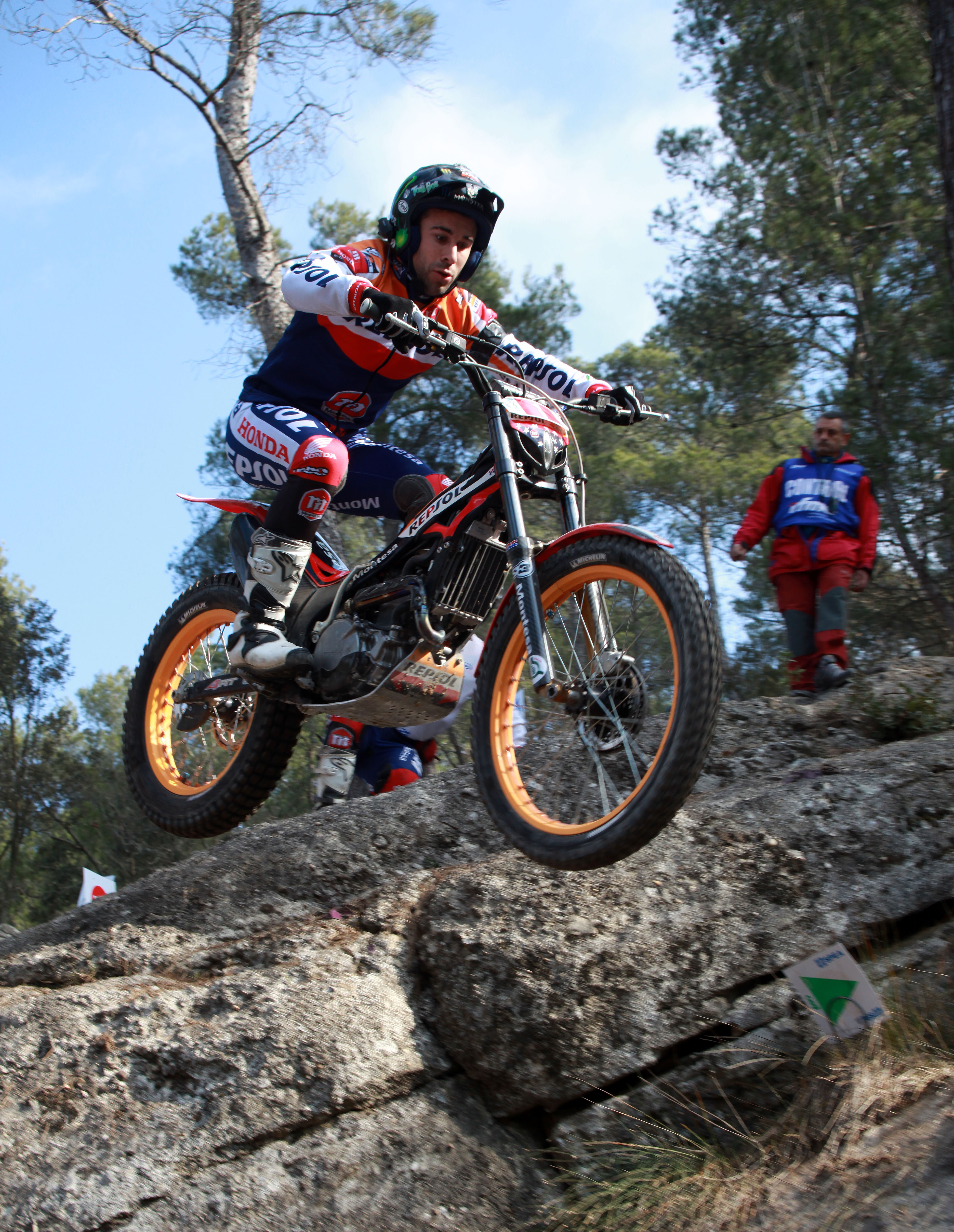
Toni Bou en un trial al Parcmotor Castellolí el 2012

Llegenda: v - velocitat, r - raids, ral·lis i enduro, t - trial, m - motocròs.

## Actualitat
El març de 2015, la Generalitat de Catalunya i l'Ajuntament de Barcelona varen inaugurar una exposició temporal al Palau Robert de Barcelona, anomenada «Catalunya Moto», en què es fa un exhaustiu repàs de la moto i el motociclisme catalans, des dels àmbits industrial, social, esportiu i tecnològic.

### Títols mundials de pilots
Fins a data de febrer del 2015, els pilots catalans han aconseguit un total de 78 campionats del món (sense comptar títols mundials en categories d'iniciació i juvenils). Només el 2014, els catalans n'assoliren un total de 8. Tot seguit, se'n detalla el recompte:
A 1 de març de 2015
| Pilot            | Campionats del món | Victòries destacades     |
| ---------------- | ------------------ | ------------------------ |
| Sito Pons        | 2                  | -                        |
| Àlex Crivillé    | 2                  | -                        |
| Emili Alzamora   | 1                  | -                        |
| Dani Pedrosa     | 3                  | -                        |
| Toni Elías       | 1                  | -                        |
| Marc Márquez     | 4                  | -                        |
| Pol Espargaró    | 1                  | -                        |
| Maverick Viñales | 1                  | -                        |
| Tito Rabat       | 1                  | -                        |
| Àlex Márquez     | 1                  | -                        |
| Aleix Espargaró  | -                  | 3 victòries en categoria |
| Carles Checa     | 1                  | -                        |
| David Checa      | 2                  | -                        |
| Jordi Tarrés     | 7                  | -                        |
| Marc Colomer     | 1                  | 3 Prix FIM Indoor        |
| Adam Raga        | 6                  | -                        |
| Toni Bou         | 16                 | -                        |
| Albert Cabestany | 1                  | -                        |
| Laia Sanz        | 16                 | 5 victòries al Dakar     |
| Ivan Cervantes   | 5                  | -                        |
| Nani Roma        | -                  | 1 victòria al Dakar      |
| Marc Coma        | 6                  | 5 victòries al Dakar     |
|                  | 78 mundials        | 17 victòries             |

Notes
1. ↑  Tret que s'indiqui el contrari, els títols mundials consignats ho són de velocitat
2. ↑  S'hi compten només les victòries aconseguides en competicions equiparables a un campionat del món, com ara el Ral·li Dakar
3. ↑  2 CRT + 1 Open
4. ↑  Superbike
5. ↑  Resistència
6. ↑  Trial outdoor
7. ↑  Trial outdoor
8. ↑  L'actual campionat del món de trial indoor tenia, fins al 1996, categoria de Prix FIM i, per tant, no s'han comptabilitzat els 3 títols de Marc Colomer com a mundials, per bé que ho eren a tots els efectes.
9. ↑  2 de trial outdoor + 4 de trial indoor
10. ↑  8 de trial outdoor + 8 de trial indoor
11. ↑  Trial indoor
12. ↑  13 de trial femení + 3 d'enduro femení
13. ↑  En categoria femenina
14. ↑  4 d'enduro + 1 d'enduro indoor
15. ↑  Ral·lis Cross-Country

### Títols mundials de fabricants
Pel que fa als títols mundials aconseguits pels fabricants catalans, aquest n'és el recompte:
A 1 de març de 2015
| Marca       | Campionats del món | Desglòs                          |
| ----------- | ------------------ | -------------------------------- |
| Montesa     | 54                 | 15 de trial outdoor              |
| Montesa     | 54                 | 14 de trial indoor               |
| Montesa     | 54                 | 8 de trial femeni                |
| Montesa     | 54                 | 17 de constructors (trial)       |
| Derbi       | 21                 | 12 de velocitat (50, 80 i 125cc) |
| Derbi       | 21                 | 9 de constructors (velocitat)    |
| Gas Gas     | 20                 | 5 de trial outdoor               |
| Gas Gas     | 20                 | 4 de trial indoor                |
| Gas Gas     | 20                 | 4 de constructors (trial)        |
| Gas Gas     | 20                 | 4 d'enduro                       |
| Gas Gas     | 20                 | 3 de constructors (enduro)       |
| Beta Trueba | 17                 | 7 de trial outdoor               |
| Beta Trueba | 17                 | 6 de trial indoor                |
| Beta Trueba | 17                 | 4 de trial femení                |
| Bultaco     | 9                  | 5 de trial                       |
| Bultaco     | 9                  | 4 de velocitat (50cc)            |
| JJ Cobas    | 1                  | velocitat (125cc)                |
|             | 122 mundials       |                                  |